# Axpe (apellido)
Axpe es un apellido vasco.

## Significado
Significa, ax (Haitz) peña o roca, y pe: debajo, es decir, significa "(la casa) bajo la peña".
Casas en Ceánuri (Vizcaya) y de ahí en Lequeitio, Valle de Léniz (Guipúzcoa), Ayala (Álava) y Busturia (Vizcaya).
Un caballero de Santiago en 1625. Hidalguías en Bilbao (1782, 1826, 1832).
Vecino de Vergara en 1390, y de Bolívar (Escoriaza) en 1497.
Escudo primitivo de los Axpe de Ceánuri: en plata con un oso de su color natural, acostado de dos aspas de gules, bordura de azur con ocho estrellas de oro.